# 宋治寧
宋治寧（16世紀—17世紀），字馴鶴，北直隸真定府棗強縣人，明朝政治人物。

## 生平
宋治寧是萬曆三十四年（1606年）丙午科舉人，四十七年（1619年）成進士，户部觀政，本年六月獲授平陽推官，以明允著名，天啓二年補東昌府，在山東任職時因為阻建魏忠賢生祠被謫官揚州教授。魏忠賢敗亡，他擢任戶部湖廣司主事，管崇文门税课，崇祯三年管丁粮所，丁憂歸。遷為郎中，正值北京戒嚴，他就開東門讓糧軍出入，令士兵喜悅；陞汝寧知府，就任時流寇入侵，他呼喚人民登城，以身作帥、以民作卒，晝夜防範，賊人不敢攻城離去，不久發生旱災蝗災，他也盡力賑恤，因此心力交瘁，引病辭官回鄉。

## 家族
曾祖宋迪。祖宋潤。父，生员。

## 引用
1. 1 2  民國《棗強縣志·卷五·人物上》：宋治寧，字馴鶴，以治易登萬歷己未進士，初任平陽推官，明允著聲，繼任山左，阻建魏忠賢生祠，謫揚州教授；璫敗擢戶部主事，遷郎中，值京師戒嚴，糈軍東便門出內，以時軍有懽心，陞汝寧知府，甫蒞任流氛壓境，呼眾登陴，以身作帥、以民作卒，胥徒走望，晝夜不懈，賊不敢犯而去，既而旱蝗賑恤，心力俱瘁引病歸。
2. ↑  《萬曆四十七年己未科進士履歷》：宋治宁，驯鶴，易三房，辛卯三月十三日生。枣强县人，丙午一百一，会二百二十五，三甲十六。户部政，本年六月授平阳府推官，壬戌補東昌府，乙丑改揚州府教授，丙寅升南國子監學正，丁卯升户部湖廣司主事，管崇文门税课，庚午管丁粮所，丁憂。
3. ↑  民國《棗強縣志·卷三·選舉表》：萬歷三十四年丙午科（舉人） 宋治寧 己未進士……萬歷四十七年己未科（進士） 宋治寧 河南汝寧知府